# Beta Lupi
Beta Lupi is een ster in het sterrenbeeld Wolf met een magnitude van 2,7. De ster is goed te zien vanuit het zuidelijk halfrond (niet in de Benelux). Beta Lupi  is ongeveer 25 miljoen jaar oud.